# Tanymecosticta leptalea
Tanymecosticta leptalea är en trollsländeart som beskrevs av Maurits Anne Lieftinck 1959. Tanymecosticta leptalea ingår i släktet Tanymecosticta och familjen Isostictidae. Inga underarter finns listade i Catalogue of Life.